# アパッチ族

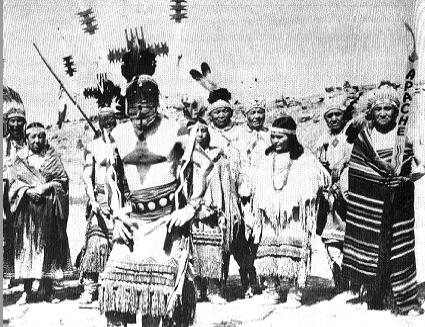
アパッチ族の1部族

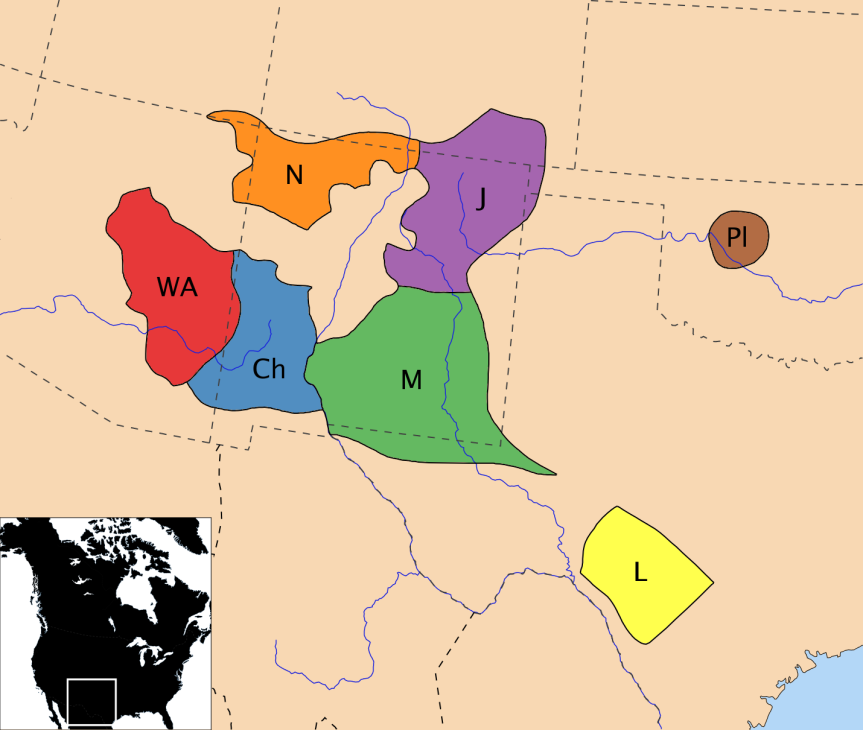
アパッチ族

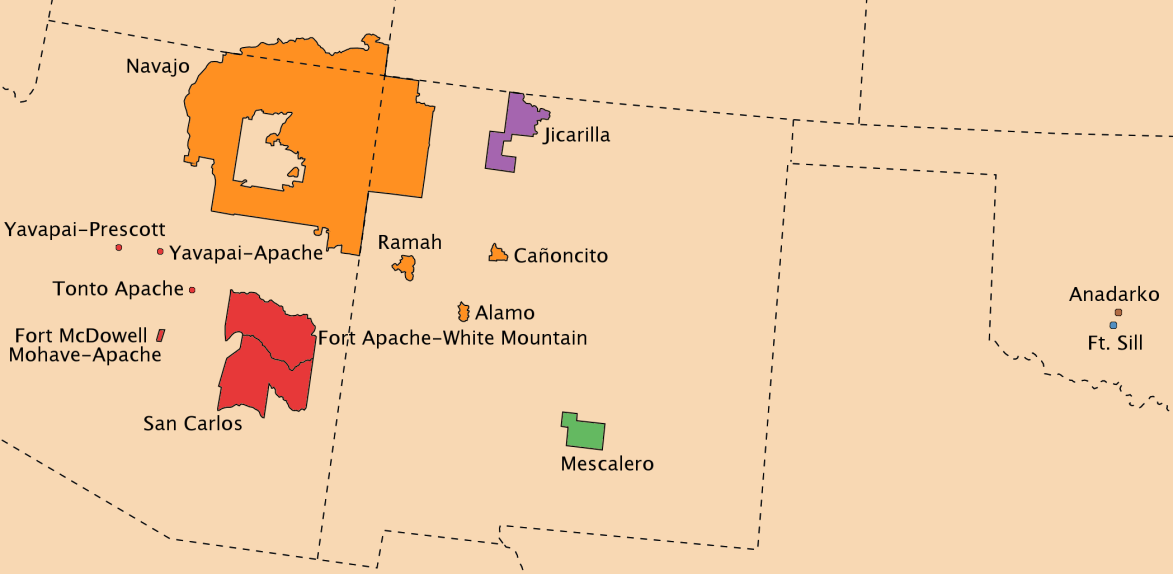
保留地

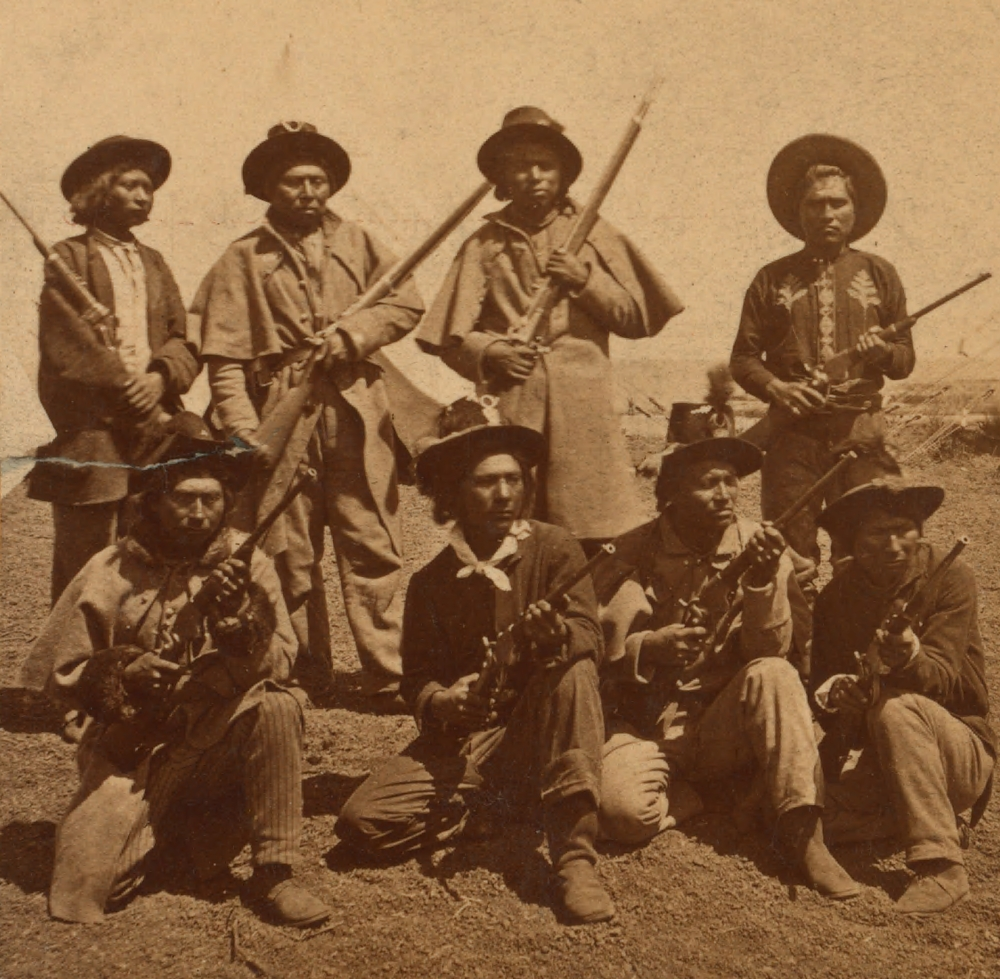
アパッチ族の戦士たちは、時にアメリカ軍にインディアン斥候隊として協力し、敵対部族や、時に同じアパッチ族に対しても襲いかかった。

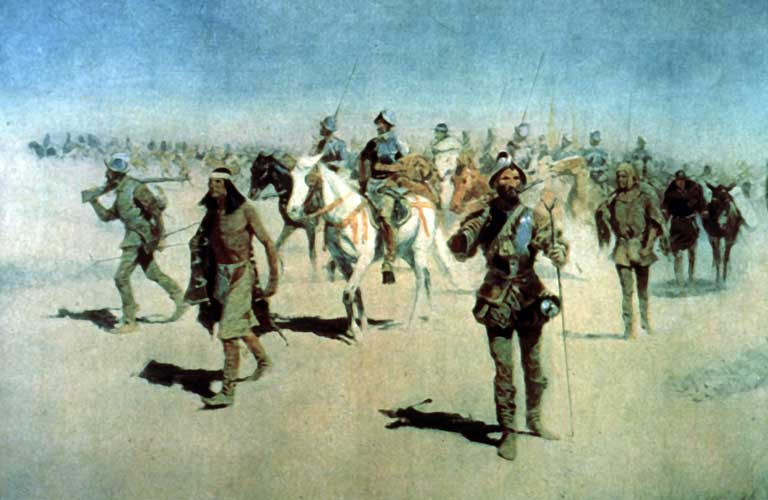
アメリカ軍の先鋒を務めるアパッチの戦士

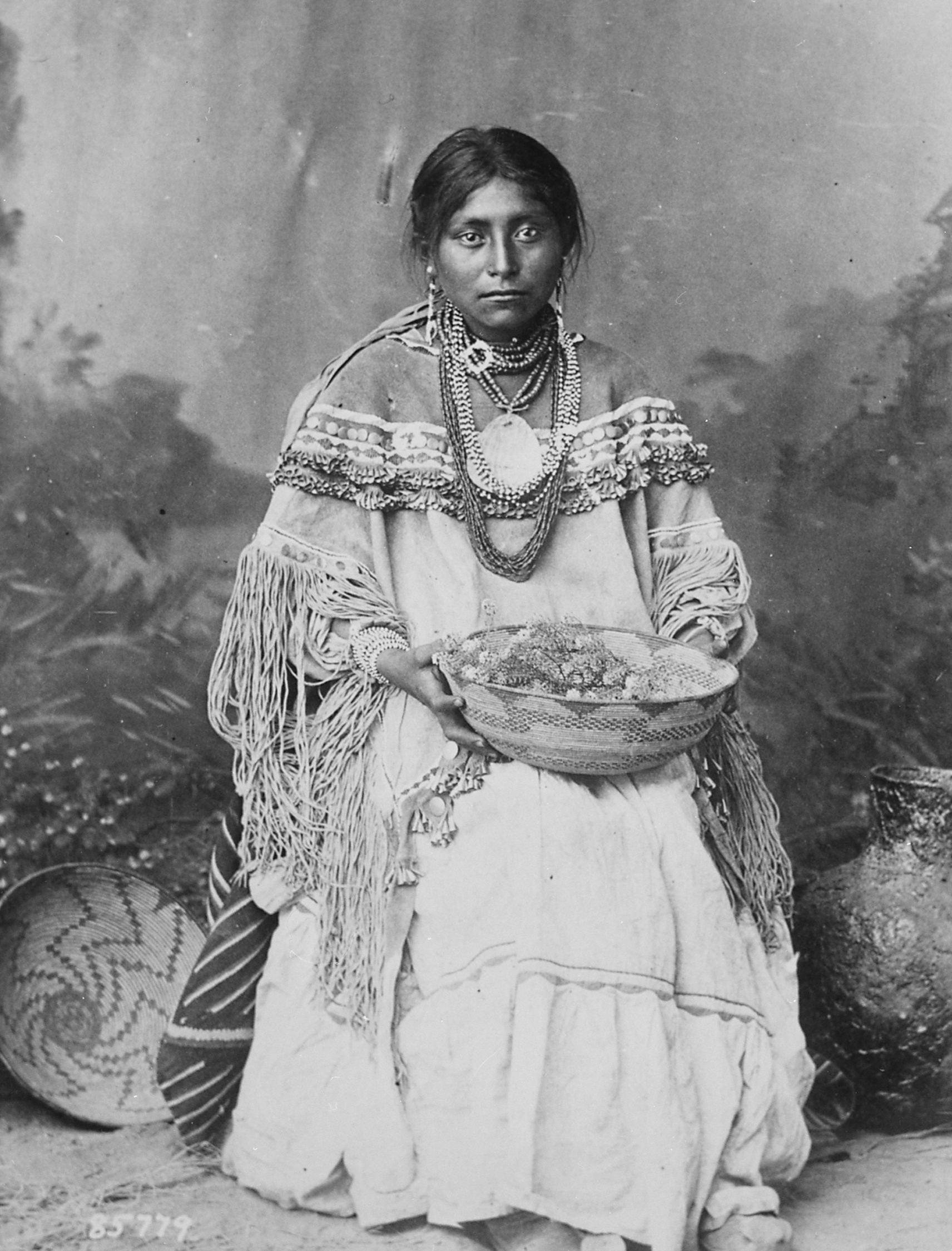
花嫁衣裳を身につけたアパッチの女性

アパッチ（Apache）は、北アメリカ南西部に居住していた6つの文化的に関連のあるアメリカ・インディアン部族の総称。いずれも南部アサバスカ語系の言語を話す。現代の用語では、類縁にあるナバホ族は含まない。
「アパッチ」という名は、ズニ族の言葉で「アパチェ＝敵」を意味し、それを聞いたフランス人によって広まった。彼ら自身は「インデ」、「ニデェ」または「ティン・ネアー (Tin-ne-ah, ティンネとも）」（ディネ＝人間という意味）と自称する。

## その歴史
元々アパッチは、南部大平原でバッファローなどを狩る平原部族だったが、コマンチ族の南下によって徐々に南西部へ追いやられ、リパン・アパッチと、カイオワ族と同盟を組んだカイオワ・アパッチのみが平原部に残り、あとの支族は乾燥したアリゾナ州の南東域とメキシコ南西域を移動する略奪部族となった。
カイオワ・アパッチはオクラホマ州、リパンはニューメキシコ州とメキシコ、ヒカリヤはニューメキシコ州とコロラド州、メスカレロはニューメキシコ州とメキシコ、チリカワ（チリカウア）はアリゾナ州のチリカワ山地とニューメキシコ州、西アパッチはアリゾナ州東部を、それぞれ占領していた。
彼らは矢を射る際に、人差し指と親指で矢羽をつまむのではなく、中指と薬指の間で弦ごと矢羽を挟んで射た。また、彼らの弓はバッファローの腱を膠（にかわ）で何層にも塗り重ねていて、比類のない強靭さを持っていた。このため、他部族よりも素早くしかも強力に矢を射ることが出来、戦闘力で圧倒していた。
彼らは乾燥した灼熱の岩山を好んで根城にし、その襲撃方法も地形を利用した山岳ゲリラというべきものだった。また、彼らは健脚で知られ、馬は移動手段というよりむしろ食料だった。戦士たちは口に水を含んで山々を駆け巡り、戻ってきたときに口の中の水が減っていれば失格とする厳しい訓練を積んだ。こうして灼熱の中で水を見ても無視できるほどの忍耐力と持久力を身につけていた。
伝統的に好戦的で、領土に入りこむ異民族を襲撃した。南西部での彼らの抵抗による入植者数人の死者は、東部では情報操作されて数百人の死者となって大げさに伝えられ、白人達を怖れさせ、残虐な部族として語り継がれている。
また、しばしばメキシコに入り、略奪を繰り返した。メキシコ軍も、深山渓谷に分け入り逃げるアパッチを見ては諦めざるをえなかった。19世紀のアパッチ族に対する記録には、「どう見ても山賊という風情である」と残されている。彼らは他部族の子供をさらい、サンタフェでメキシコ人や白人相手に奴隷として売りつけた。商談が不成立となり、その場で子供たちの喉笛をナイフで切って殺してしまったという記録が残っている。
ヨーロッパからの移民（いわゆる白人）に対しても絶えず、強力で好戦的な部族であり、アパッチの有名な指導者として知られるコチーズ、マンガス・コロラダス、そしてジェロニモなどは、敵対したアメリカ陸軍やメキシコ陸軍から、獰猛な戦士、また熟練した戦略家として知られている。
こうした苛烈な戦士集団としては、保留地での生活など退屈極まるものであった。白人のアパッチ掃討戦に、保留地からアパッチ族が斥候として参加したことは、抵抗派のアパッチにとっても理にかなった行為と受け入れられたほどである。
最終的な降伏は1886年で、現在、アパッチはアリゾナ州やニューメキシコ州、オクラホマ州の特別保留地に居住し、その数は5000から6000とされている。
メキシコ国境付近では、1930年代まで一部アパッチによる襲撃があった。

## 文化
男性は正装の際、鉢巻を締める。モカシンは、「アパッチ・ブーツ」といって、ガラガラヘビやサボテンの棘から脚を守れるよう、ブーツ型である。普段は足首まで下ろして、活用時には膝上まで裾を上げ、革紐で縛る。
俗に「ウィキアップ」と呼ばれる樹皮で覆った小屋（「ウィグワム」）が伝統的な住まいである。平原部族のリパン・アパッチ、カイオワ・アパッチは「ティピー｣を伝統住居とした。現在もアパッチ族では重要な儀式の際には、「ウィキアップ」が使われるのが常である。
メキシコ人から「メスカル」を略奪することで、インディアンには珍しく、飲酒の習慣を持っていた。
支族のひとつ「ネドニ」は、「ネ・ディネ」という単語から来ている。部族の自称「インデ」と併せて、同じアサバスカ語族のナバホ族の自称「ナ・ディネ」と同意である。このため、ナバホ族とアパッチ族は、かつて白人に同一視された。両部族の言語の相違は方言的なもので、互いに「聞き取れる程度」のものである。「ディネ」は一般に「ナバホ族」を指すが、ただ「ディネ」と呼ぶだけでは、「ナバホ族」か「アパッチ族」か判別できないということでもある。
ヤヴァパイ族はかつて白人に「アパッチ･モハーベ」として同一視されたが、別部族である。
大精霊「ウゼン」、山の精霊「ガン」を信仰する。「ガン・ダンサー｣は覆面をつけた祈祷集団である。

## 経済
- 山岳系の支族はホテル経営などのリゾート観光が盛んである。ホワイトマウンテン・アパッチは数年前、聖山における白人の展望台の撤去訴訟を起こしている。
- オクラホマ州の支族は牧畜が盛んである。
- 沙漠地帯の支族の保留地には、核実験場、ウラン採掘場などがあり、放射能被害が深刻である。日本に落とされた原爆は、ホピ族の保留地から掘り出され、アパッチの保留地で精製されたウランで製造された。

## アパッチ六つの支族とバンド
- ベドンコヘ・アパッチ
- チエアヘン・アパッチ
- チヘンネ・アパッチ　　　オホ・カリエンテ、ホットスプリング・アパッチとも
- チョコネン・アパッチ　　チリカワ・アパッチ、メスカレロ・アパッチ（ファラオン）、ミンブレノ・アパッチ
- ネドニ・アパッチ
- 西アパッチ（コヨテロ・アパッチ）　　ホワイトマウンテン・アパッチ、シベキュー、サンカルロス、北トント、南トント、アラバイパ

## カイオワ・アパッチ
19世紀初頭頃に、カイオワ族と同盟し、その傘下に入ったアパッチ族の集団。アパッチ語を話し、風俗・習慣もアパッチ族のものを継承していた。19世紀末に、言語などからアパッチの分派であることを白人に指摘されるまで、彼ら自身でもその出自を知らなかった。